# Eleccions legislatives italianes de 1987
Les eleccions legislatives italianes de 1987 se celebraren el 14 de juny. Es caracteritzaren per un augment del PSI, liderat per Bettino Craxi, i del MSI-DN. Aquest fet i el petit retrocés del PCI donarien força al pentapartit que governava Itàlia. També entra per primer cop al Parlament italià els Verds.

## Cambra dels Diputats
| ← Eleccions legislatives italianes, 1987 →       |            |        |        |
| Partits                                          | vots       | %      | escons |
| Democràcia Cristiana Italiana (DC)               | 13.241.188 | 34,31  | 234    |
| Partit Comunista Italià (PCI)                    | 10.254.591 | 26,57  | 177    |
| Partit Socialista Italià (PSI)                   | 5.505.690  | 14,27  | 94     |
| Moviment Social Italià - Dreta Nacional (MSI-DN) | 2.282.256  | 5,91   | 35     |
| Partit Republicà Italià (PRI)                    | 1.429.628  | 3,70   | 21     |
| Partit Socialista Democràtic Italià (PSDI)       | 1.140.910  | 2,96   | 17     |
| Partit Radical (PR)                              | 988.180    | 2,56   | 13     |
| Llistes Verdes                                   | 969.330    | 2,51   | 13     |
| Partit Liberal Italià (PLI)                      | 810.216    | 2,10   | 11     |
| Democràcia Proletària (DP)                       | 642.161    | 1,66   | 8      |
| Südtiroler Volkspartei (SVP)                     | 202.022    | 0,52   | 3      |
| Lliga Llombarda                                  | 186.255    | 0,48   | 1      |
| Partit Sard d'Acció                              | 170.040    | 0,44   | 2      |
| UV - ADP - PRI                                   | 41.707     | 0,11   | 1      |
| altres                                           | 728.209    | 1,89   | 0      |
| Total                                            | 38.592.383 | 100,00 | 630    |

## Senat d'Itàlia
| Partits                                          | vots       | vots (%) | escons |
| ------------------------------------------------ | ---------- | -------- | ------ |
| Democràcia Cristiana Italiana (DC)               | 10.897.036 | 33,62    | 125    |
| Partit Comunista Italià (PCI)                    | 9.181.579  | 28,33    | 101    |
| Partit Socialista Italià (PSI)                   | 3.535.457  | 10,91    | 36     |
| Moviment Social Italià - Dreta Nacional (MSI-DN) | 2.121.026  | 6,54     | 16     |
| Partit Republicà Italià (PRI)                    | 1.248.641  | 3,85     | 8      |
| PSI - PSDI - PR                                  | 962.215    | 2,97     | 9      |
| Partit Socialista Democràtic Italià (PSDI)       | 764.370    | 2,36     | 5      |
| Partit Liberal Italià (PLI)                      | 700.330    | 2,16     | 3      |
| Llistes Verdes                                   | 634.182    | 1,96     | 1      |
| Partit Radical (PR)                              | 572.461    | 1,77     | 3      |
| Democràcia Proletària (DP)                       | 493.667    | 1,52     | 1      |
| Südtiroler Volkspartei (SVP)                     | 171.539    | 0,53     | 2      |
| Lliga Llombarda                                  | 137.276    | 0,42     | 1      |
| Partit Sard d'Acció                              | 124.266    | 0,38     | 1      |
| Aliança Laico Socialista                         | 84.883     | 0,26     | 1      |
| PSI - PSDI - PR - Verds                          | 58.501     | 0,18     | 1      |
| UV - ADP - PRI                                   | 35.830     | 0,11     | 1      |
| altres                                           | 690.602    | 2,13     | 0      |
| Total                                            | 32.413.861 | 100,00   | 315    |